# 名古屋中央郵便局

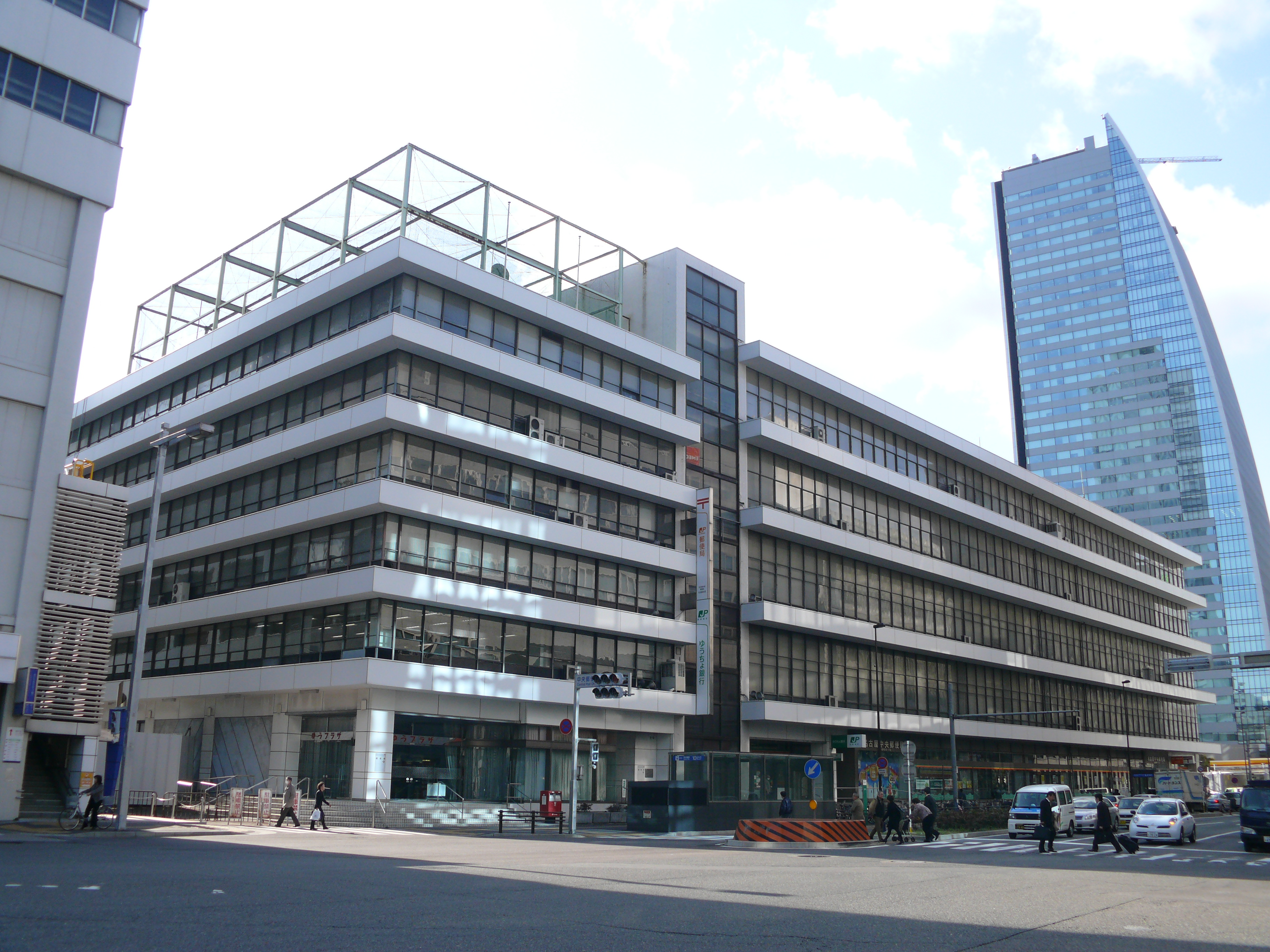
2012年（平成24年）10月6日まで使用されていた旧局舎

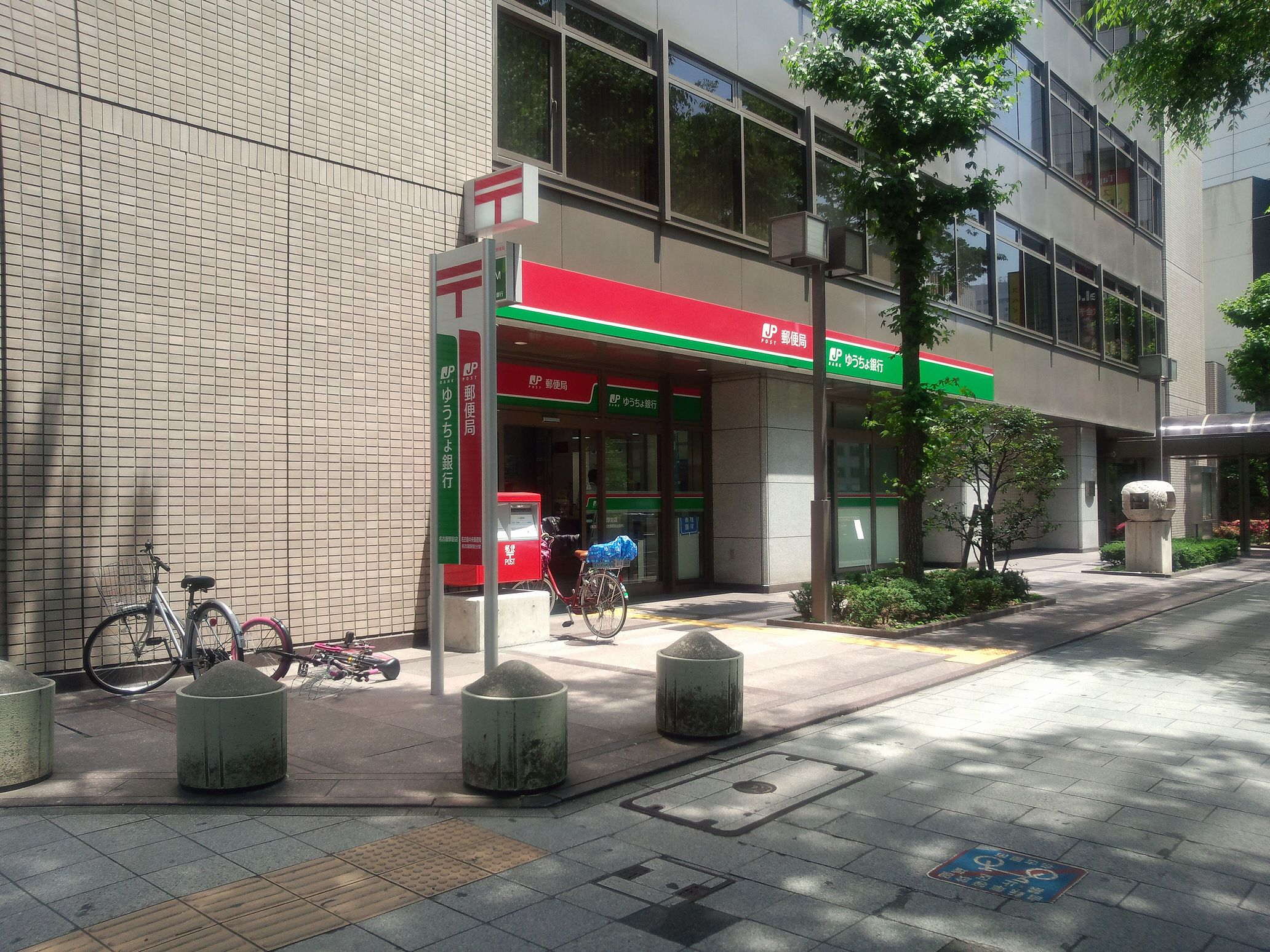
2015年（平成27年）12月4日まで使用されていた旧局舎。跡地は名古屋柳橋郵便局が入居する。

名古屋中央郵便局（なごやちゅうおうゆうびんきょく 英称：NAGOYA CENTRAL POST OFFICE）は、愛知県名古屋市中村区名駅にある郵便局。

## 概要

### 旧局舎と跡地再開発
2000年（平成12年）、当地にあった名古屋中央郵便局（現在の名古屋西郵便局）の西区天神山町への移転の際に旧局舎を活用して同局の名古屋駅前分室として設置された。1990年代以降、全国の郵便局分室が多く廃止されていく傾向にある中、新たな分室の設置は1991年（平成3年）の岡山中央郵便局長船分室（民営化後の郵便事業岡山支店長船分室）の設置以来、9年ぶりの事であった。
中央郵便局として使われていた局舎もさることながら、貯金・保険窓口の平日18時までの営業やATM及び郵便業務窓口の実質24時間営業など、中央局時代からの特徴を多く引き継ぐ全国有数の規模の分室であった。さらに郵政民営化までは許認可申請についても当該部署が移転しなかったため当分室で取り扱っていた。また、その立地や営業時間などから本局よりも利便性が高く、利用客も多かった。
旧局舎は1956年（昭和31年）に完成した地上6階建てのビルであったが、民営化に伴い、隣接する名工建設と名古屋鉄道の土地と合わせて高さ約200mの高層ビルに建て替えられることとなった。これは、名古屋ターミナルビル跡地に建設中の地上46階・高さ約220mのJRゲートタワーと一体的に再開発されている。2013年（平成25年）6月11日に、計画で地上40階で高さ195.7メートルの新ビルの起工式が行われ、完成は2015年（平成27年）と発表された。そして、2013年（平成25年）12月20日に正式名称が「JPタワー名古屋」と発表された。同ビルには郵便局が入居する事が決まっていたが、その後2015年（平成27年）12月7日をめどに、名古屋中央郵便局名古屋駅前分室を名古屋中央郵便局に昇格・改称（これに伴い、従来の名古屋中央郵便局は名古屋西郵便局に改称）、ゆうちょ銀行名古屋駅前店をゆうちょ銀行名古屋中央店に改称の上、同タワーへ移転することが、2015年（平成27年）9月1日に発表された。
局舎は、これらの工事に先立ち、2012年（平成24年）に同駅前から大同生命名古屋ビル1Fに仮店舗として移転した（但しゆうゆう窓口の機能は、当分室から分離され、JRセントラルタワーズ内に設置された名古屋中央郵便局タワーズ内分室となった）。その後、前述のとおり2015年（平成27年）12月7日に昇格、改称の上、JPタワー名古屋に移転した。大同生命名古屋ビル内の仮店舗跡地は名古屋柳橋（やなぎばし）郵便局として継続使用されている（タワーズ内郵便局の移転扱い）。ゆうゆう窓口機能は、名古屋中央（旧）局のタワーズ内分室は引き続きJRセントラルタワーズの15Fに名古屋西郵便局の分室として存続の上で、JPタワー名古屋には新たに名古屋西郵便局のJPタワー名古屋内分室を新設し、仮店舗に転出前の名古屋駅前分室同様、ゆうゆう窓口を事実上併設させることになった。

### 併設施設
- 名古屋西郵便局JPタワー名古屋内分室（ゆうゆう窓口）：局番号21125G、郵便番号は、〒450-8992
- ゆうちょ銀行 名古屋中央店（名古屋支店名古屋中央出張所）：取扱店番号211256、郵便番号は、〒450-8993

## 沿革
- 2000年（平成12年）10月23日 - 名古屋中央郵便局（現在の名古屋西郵便局）の西区天神山町への移転に伴い、旧局舎を利用して名古屋中央郵便局名古屋駅前分室として開室[8]。
- 2007年（平成19年）10月1日 - 民営化に伴い、併設された郵便事業名古屋支店名古屋駅前分室とゆうちょ銀行名古屋駅前店に一部業務を移管。
- 2012年（平成24年）
  - 10月1日 - 日本郵便株式会社の発足に伴い、郵便事業名古屋支店名古屋駅前分室を名古屋中央郵便局名古屋駅前分室に統合。
  - 10月9日 - 再開発事業に伴い、仮店舗となる名古屋大同生命ビルの1Fに移転。郵便番号は、当時の名古屋中央郵便局（現在の名古屋西郵便局）専用番号と共通のものから、住所につけられた〒450-0002に変更（ゆうちょ銀行名古屋駅前店も同様）。旧郵便事業名古屋支店名古屋駅前分室（ゆうゆう窓口機能と私書箱）は当分室より分離され、名古屋中央郵便局タワーズ内分室（局番号は21125A、局所コードは211251。現在は、名古屋西郵便局タワーズ内分室に改称）となる。
- 2015年（平成27年）
  - 12月7日 - ゆうちょ銀行名古屋駅前店と共にJPタワー名古屋へ移転し、名古屋中央郵便局名古屋駅前分室を名古屋中央郵便局に昇格・改称、ゆうちょ銀行名古屋駅前店をゆうちょ銀行名古屋中央店に改称（これに伴い、従来の名古屋中央郵便局は名古屋西郵便局に改称）。局所コードは218000（局番号は21800）に変更され、郵便番号は、〒450-8998が新たに設定された。同居するゆうちょ銀行名古屋中央店（旧・名古屋駅前店）の取扱店番号は変更されなかったが、郵便番号は、〒450-8993が新たに設定された。併せて、名古屋西郵便局JPタワー名古屋内分室が新設され、分室時代の仮店舗設置に伴う分割によって存在しなかったゆうゆう窓口が事実上復活した（名古屋西局の分室となったタワーズ内分室は、引き続き存置）。仮店舗であった名古屋大同生命ビルの1Fの跡地には、当局転出の1週間後にそれまでのタワーズ内郵便局を移転させ、同局から改称された名古屋柳橋郵便局が設置された。

## 取扱内容

### 名古屋中央郵便局
- 郵便、印紙、ゆうパック、内容証明
- 生命保険 - 平日16時まで営業

### 名古屋西郵便局JPタワー名古屋内分室
- ゆうゆう窓口

### ゆうちょ銀行名古屋中央店
- 貯金、貸付、為替、振替、振込、国際送金、外貨両替、トラベラーズチェック、国債、投資信託、変額年金保険 - 平日18時まで営業
- ATM - 日曜・休日の翌日以外の平日・土曜は実質24時間営業

### 備考
民営化までは、下記の申請について、当時の中央局（現在の名古屋西局）ではなく当時の名古屋中央局名古屋駅前分室で取り扱っていた。
- 許認可申請窓口（郵便調整室）
  - 料金後納郵便承認
  - 料金計器別納に関わる承認・納付
  - 私書箱使用承認
  - 料金受取人払承認

## 周辺
- JRゲートタワー
- 大名古屋ビルヂング
- 名古屋ルーセントタワー
- JRセントラルタワーズ

## アクセス
- JR各線・名鉄名古屋本線・近鉄名古屋線・名古屋市営地下鉄東山線・桜通線・名古屋臨海高速鉄道あおなみ線 名古屋駅（桜通口）から徒歩で約4分。
- 名鉄バスセンターより徒歩で約6分。